# Nyugati pályaudvar (stanice metra v Budapešti)
Nyugati pályaudvar (do roku 1990 Marx tér) je stanice metra v Budapešti. Nachází se na lince M3, na jejím úseku II/B, jenž byl otevřen 30. prosince 1981. Rozkládá se pod stejnojmenným nádražím a přilehlým náměstím Nyugati tér. V místě je umožněn přestup na tramvajové linky 4 a 6.
Nyugati pályaudvar je podzemní, ražená stanice. Má ostrovní nástupiště a z okolních stanic (z celého úseku II/B) je nejvíce hluboko založená (25,76 m pod povrchem). Má jediný výstup (vychází ze severního konce nástupiště vedený v ose stanice), po eskalátorovém tunelu do mělce založeného velmi rozsáhlého podpovrchového vestibulu, jenž propojuje jak náměstí Nyugati tér, tak i budovu nádraží (výstupy z něj vedou přímo k nástupišti a vlakům).